# ボールタップ

イメージ

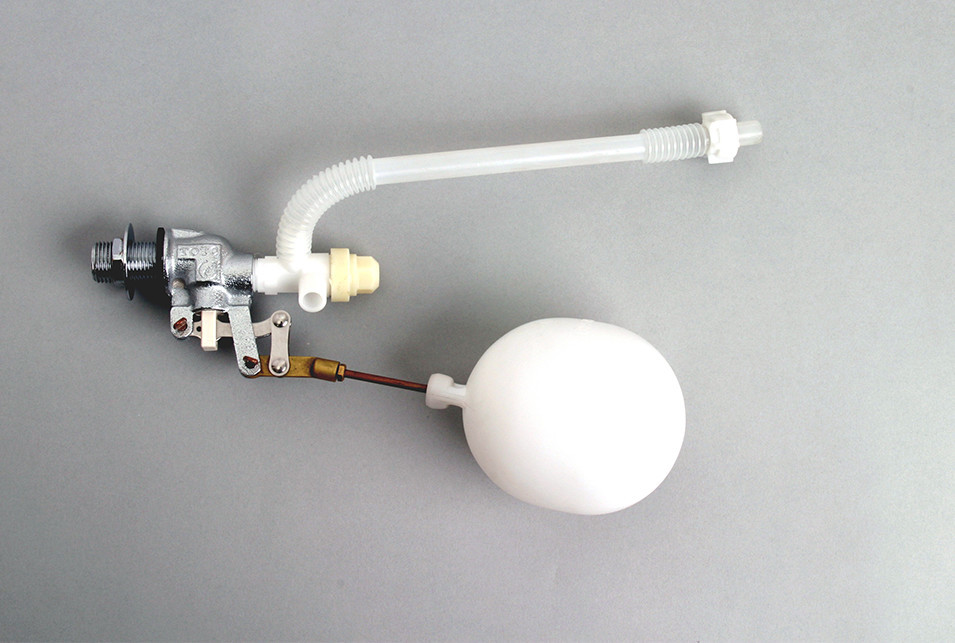
水洗トイレ用ボールタップの例

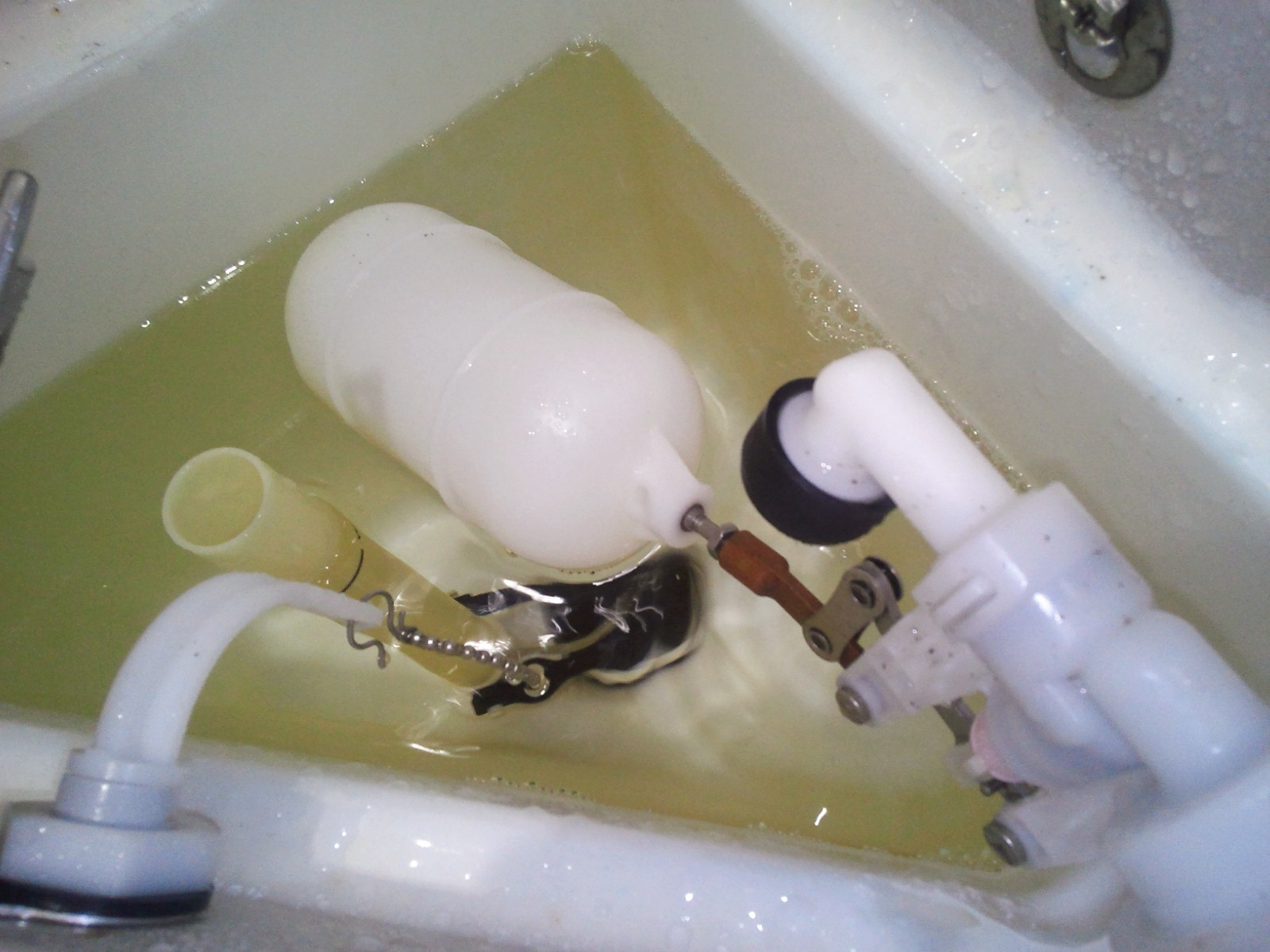
水洗便所のタンク内ボールタップ

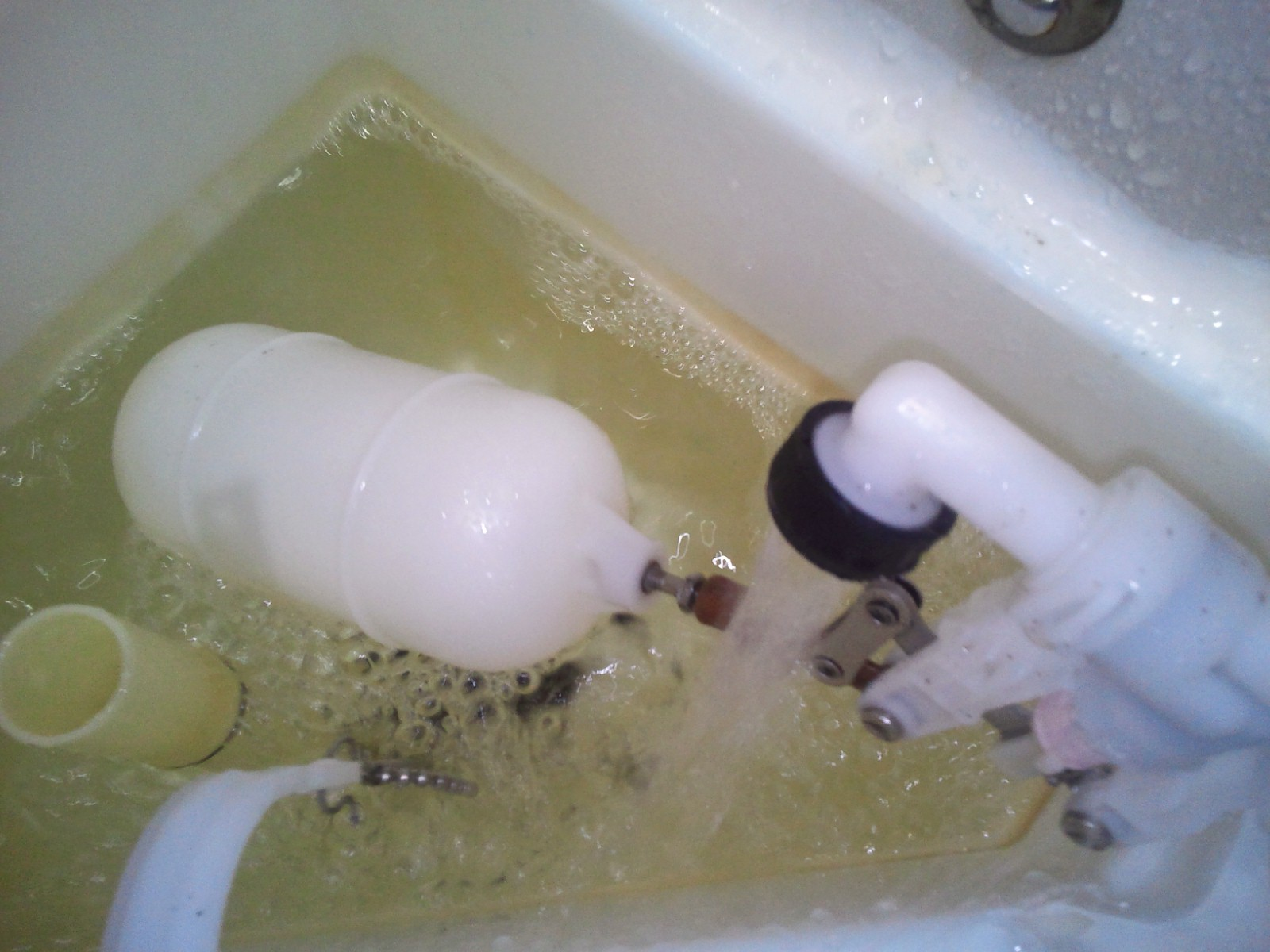
ボールタップによる給水の様子

ボールタップ（英語: balltap）とは、水面の上下変動により弁を自動的に開閉させる装置である。定水位弁やフロート弁と呼ばれることもある。各種給水設備のタンクの給水栓に取付け、自動給水に用いる。水洗便所の便器洗浄用タンクや受水槽、高置水槽、太陽熱温水器、クーリングタワーなどで採用されている。 
ボールタップは単式と複式がある。
- 単式は水洗便所のタンクのような満水時に給水を止めるだけの用途に用いる。
- 複式は支点が2個ありテコの原理で止水するため、保持機能が大きくとれるものをいう。受水槽などの設備において減水時の警報・満水時の警報の2種類の役割を持たせた用途で使用される。

## 構造と作動原理
支持棒（シャフト）の先端にボールの浮き玉が付いている。
水位が下がると浮き玉が下がることにより、レバーつけ根の給水弁が開き給水が始まる。満水になると浮き玉が浮力によって上昇し、給水弁が閉止し自動的に給水が止まる仕組みとなっている。
浮き玉の材質はポリエチレン（PE）玉の他、使用用途により銅玉、ステンレス玉が用いられる。

## 設置基準
水洗便所や高置き水槽でボールタップで給水する場合は、ボールタップが故障した場合にタンクの外へ水が溢れ家財を濡らす財産損害を防ぐため、必ずオーバーフロー管を取り付けなければならない。